# 春輝
春輝（はるき、5月15日 - ）は、日本の漫画家。男性。元のペンネームは猪上春樹。

## 人物
- 『漫画アクション』の4コマ漫画『殺し屋さん』では、別ペンネームの作画担当の「ちく．」として執筆する。

## エピソード
- コミックダウンロード数日本一（1億DL超）を誇る[2]。
- 作品の一つである『寄性獣医・鈴音』は1500万ダウンロードを突破している[3]。

## 作品リスト

### 連載中
- 『センセ。』 （秋田書店『ヤングチャンピオン』）
- 『私のHな履歴書みてください』 （集英社『グランドジャンプPREMIUM』→『グランドジャンプめちゃ』・『グランドジャンプむちゃ』）
- 『あらくさ忍法帖』 （白泉社『ハレム』創刊号[4] - ）
- 『Uterus of the Blackgoat 黒山羊の仔袋』 （原作：ニトロオリジン、KADOKAWA『COMIC VAMP』2022年3月11日、プロローグ[5]）
- 『私と相性良い人、いませんか？』（集英社『グランドジャンプめちゃ』[6]・『グランドジャンプむちゃ』[7]）※横断連載[6]

### 成人向け
1. 『涅槃-NIRVANA-』 （1999年11月10日初版発行、桜桃書房〈EXコミックス〉、猪上春樹名義、ISBN 4-7567-1172-3）
2. 『QUIETUS』 （2000年9月発売、桜桃書房〈EXコミックス〉、ISBN 4-7567-2385-3）
3. 『少女依存症』 （2001年8月発売[8]、松文館〈別冊エースファイブコミックス〉、ISBN 4-7901-0742-6）
4. 『もぎたて生果汁』 （2002年8月発売、晋遊舎〈晋遊舎コミックス〉、ISBN 4-88380-290-6）
5. 『小娘みるく』 （2002年10月発売[8]、松文館〈別冊エースファイブコミックス〉、ISBN 4-7901-0933-X）
6. 『お姉さんふぇち』[9] （2009年5月30日発売、ワニマガジン社〈ワニマガジンコミックススペシャル〉、ISBN 978-4-86269-091-3）
7. 『発情系女子。』[10] （2013年6月28日発売[11]、ワニマガジン社〈ワニマガジンコミックススペシャル〉、ISBN 978-4-86269-256-6）

### 一般向け
- 『特選恋愛ファイル』 （芳文社〈マイパルコミックス〉）
- 『時間外勤務お姉さん』 （2004年3月17日発売[12]、竹書房〈バンブーコミックス DOKI SELECT〉、ISBN 4-8124-5925-7）
- 『SPORTS HIGH!』 （2004年12月7日発売[13]、竹書房〈バンブーコミックス DOKI SELECT〉、ISBN 4-8124-6076-X）
- 『寄性獣医・鈴音』 （2005年 - 2021年、竹書房〈バンブーコミックス DOKI SELECT〉、全14巻）
- 『秘書課ドロップ』  （2005年 - 2007年、竹書房〈バンブーコミックス DOKI SELECT〉、全3巻）
  - 『秘書課ドロップミックス』 （2009年11月27日発売[14]、竹書房〈バンブーコミックス DOKI SELECT〉、ISBN 978-4-81247-195-1）
- 『放課後ドロップ』 （2008年11月27日発売、竹書房〈バンブーコミックス DOKI SELECT〉、ISBN 978-4-81247-013-8）
- 『センセ。』 （2008年 - 、秋田書店〈ヤングチャンピオンコミックス〉、既刊14巻）
  - 『センセ。 SPECIAL EPISODE』 （2016年5月20日発売[15]、秋田書店〈ヤングチャンピオンコミックス〉、ISBN 978-4-253-14929-7、全1巻）
  - 『初めてのセンセ。』 （2019年 - 2021年、秋田書店〈ヤングチャンピオンコミックス〉、全3巻）
- 『精一杯の恋』 （2009年3月16日発売[16]、芳文社〈芳文社コミックス〉、ISBN 978-4-8322-3145-0、全1巻）
- 『マンキツ』 （2009年 - 2013年、集英社〈ヤングジャンプ・コミックス〉、全5巻）
- 『イキツケ！』 （2014年 - 2016年、竹書房〈バンブーコミックス〉、全2巻）
- 『でちゃう！』 （2016年 - 2017年、集英社〈ヤングジャンプ・コミックス〉、全2巻）
- 『番台猫のタマさん』 （2018年2月28日発売[17]、日本文芸社〈ニチブンコミックス〉、ISBN 978-4-53713-699-9、全1巻）
- 『私のHな履歴書みてください』（2018年 - 、集英社〈ヤングジャンプ・コミックス〉、既刊12巻）
- 『あらくさ忍法帖』（2019年 - 、白泉社〈ヤングアニマルコミックス〉、既刊9巻）
- 『女子寮猫のタマさん』（2019年 - 、『週刊漫画ゴラク』2018年1月5日・12日合併号[18] - 2022年12月9日号[19]、日本文芸社〈ニチブンコミックス〉、既刊3巻）
- 『Uterus of the Blackgoat 黒山羊の仔袋』（2023年 - 、KADOKAWA〈ヴァンプコミックス〉、既刊3巻）

## イラスト
- 『秘書課ドロップ オフィスはご奉仕パラダイス!』 （2008年10月発売、著：竹内けん、竹書房）
- 『女医が教える本当に気持ちのいいセックス』 （2010年5月発売、著：宋美玄、ブックマン社）
- 『女医が教える本当に気持ちのいいセックス 上級編』 （2011年6月11日発売、著：宋美玄、ブックマン社）

## その他
- 『メイドインアビス』（2017年、8話のエンドカード）